# موزه آلارد پیرسون

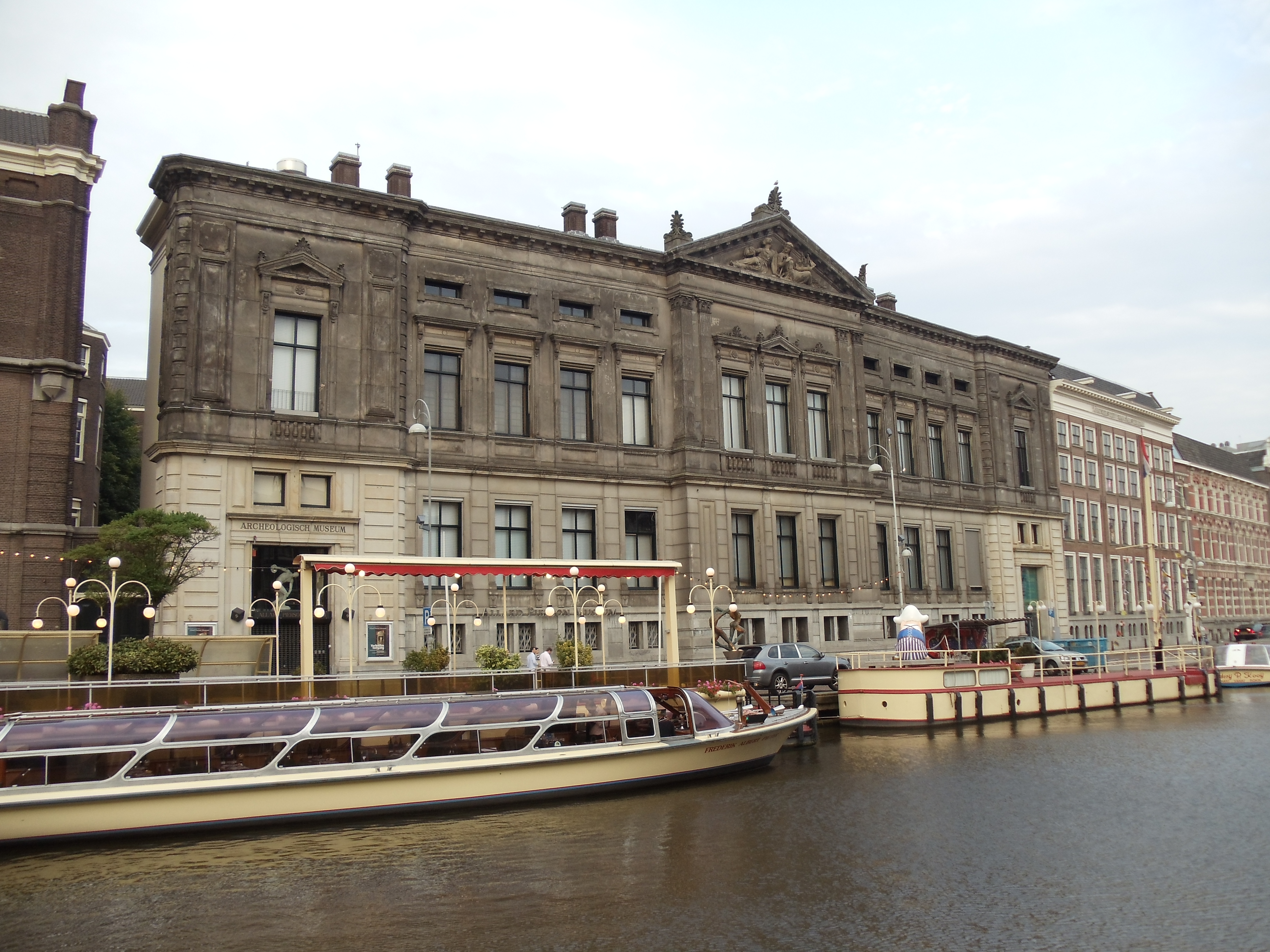
موزه باستان‌شناسی آمستردام (آلارد پیرسون)

موزه باستان‌شناسی آمستردام (موزه آلارد پیرسون) (Amsterdam's Allard Pierson Archeology Museum) موزهٔ باستان‌شناسی دانشگاه آمستردام است که در پایتخت هلند واقع قرار دارد.

## نام موزه
آلارد پیرسون، نخستین استاد باستان‌شناسی کلاسیک در دانشگاه آمستردام بوده‌است که نامش به موزه داده شده‌است.

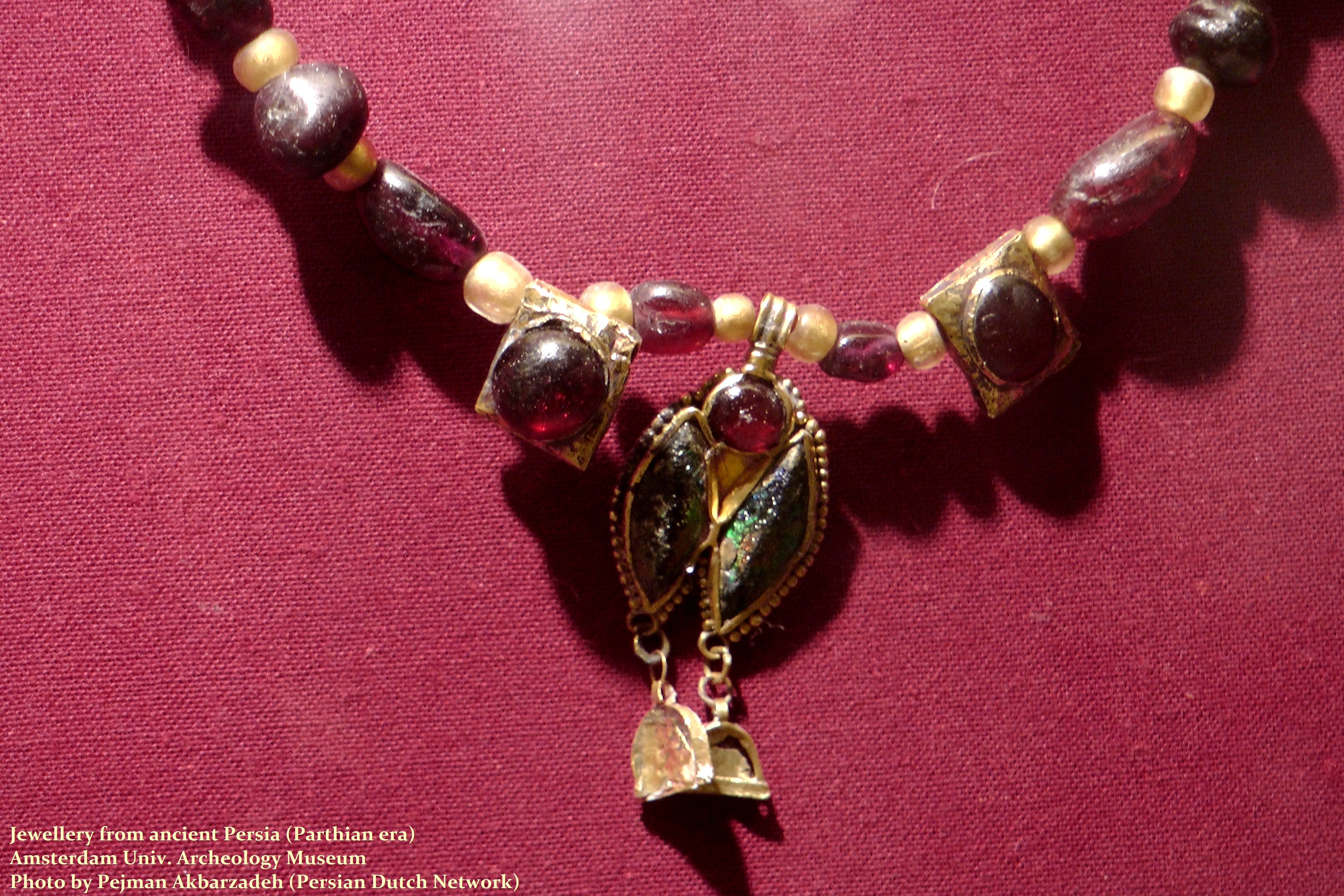
جواهراتی از ایران باستان در موزه باستان‌شناسی آمستردام

## بخش‌های موزه
این موزه دارای مجموعه‌ای از آثار مربوط به یونان، رم، آسیای میانه، مصر، میانرودان (بین‌النهرین) و ایران است.

## پیشینه
«موزه باستان‌شناسی آمستردام» از سال ۱۹۳۱ به عنوان بخشی از بنیاد باستان‌شناسی مدیترانه فعالیت خود را آغاز کرده و از سال ۱۹۳۴ درب‌های خود را در خیابان سارفاتی در مرکز آمستردام به روی مردم گشود.

## نگارخانه

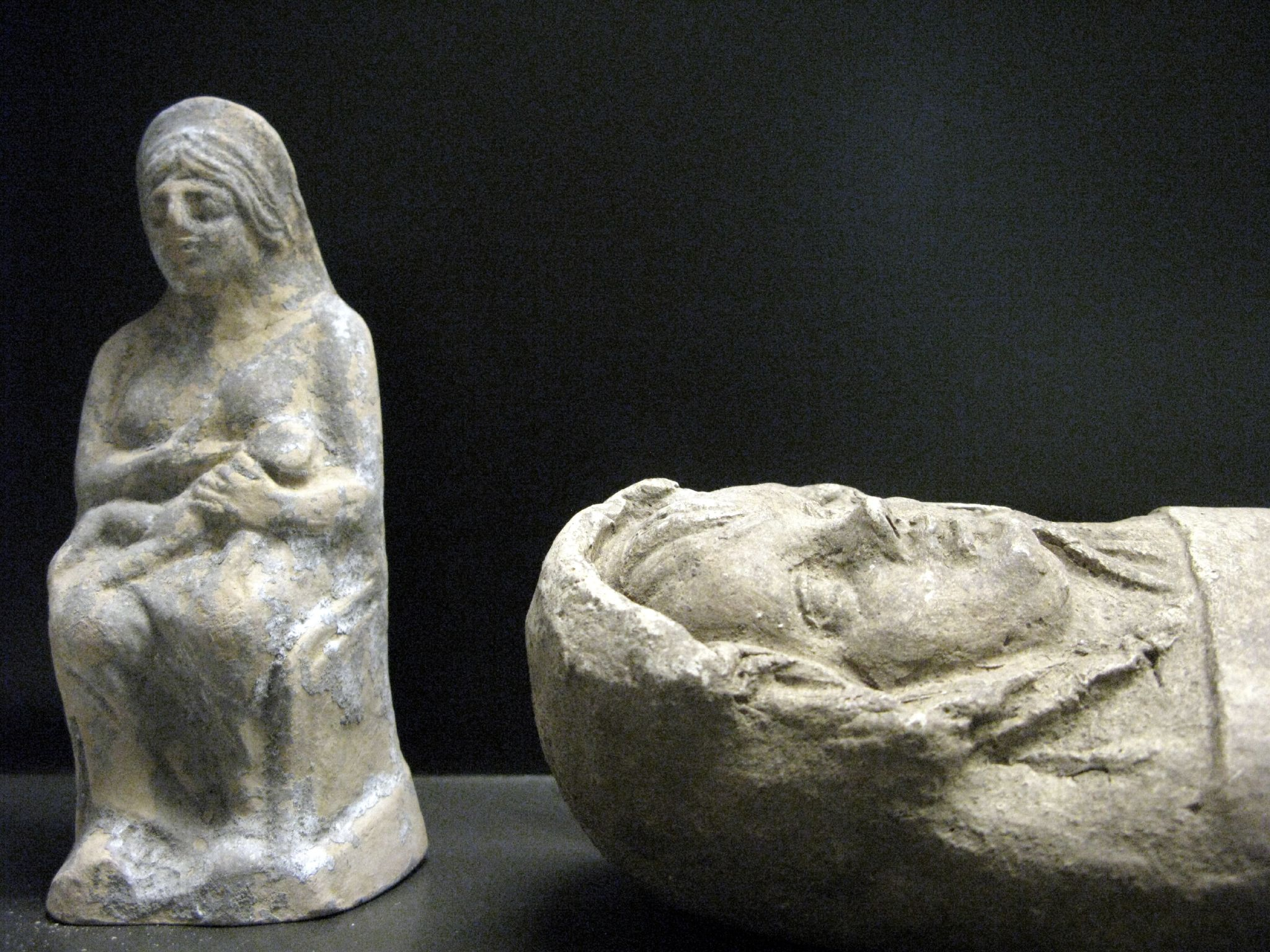
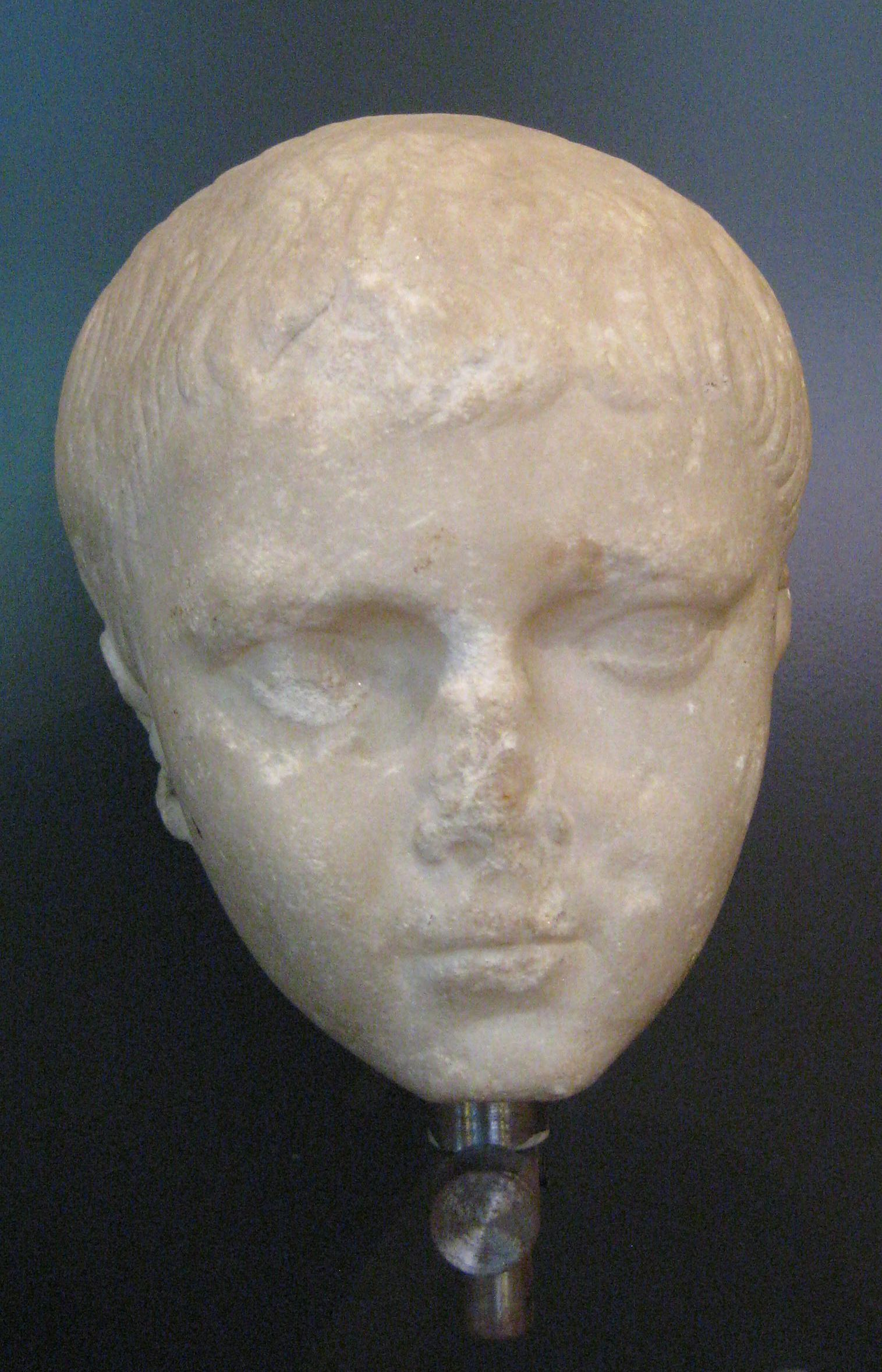
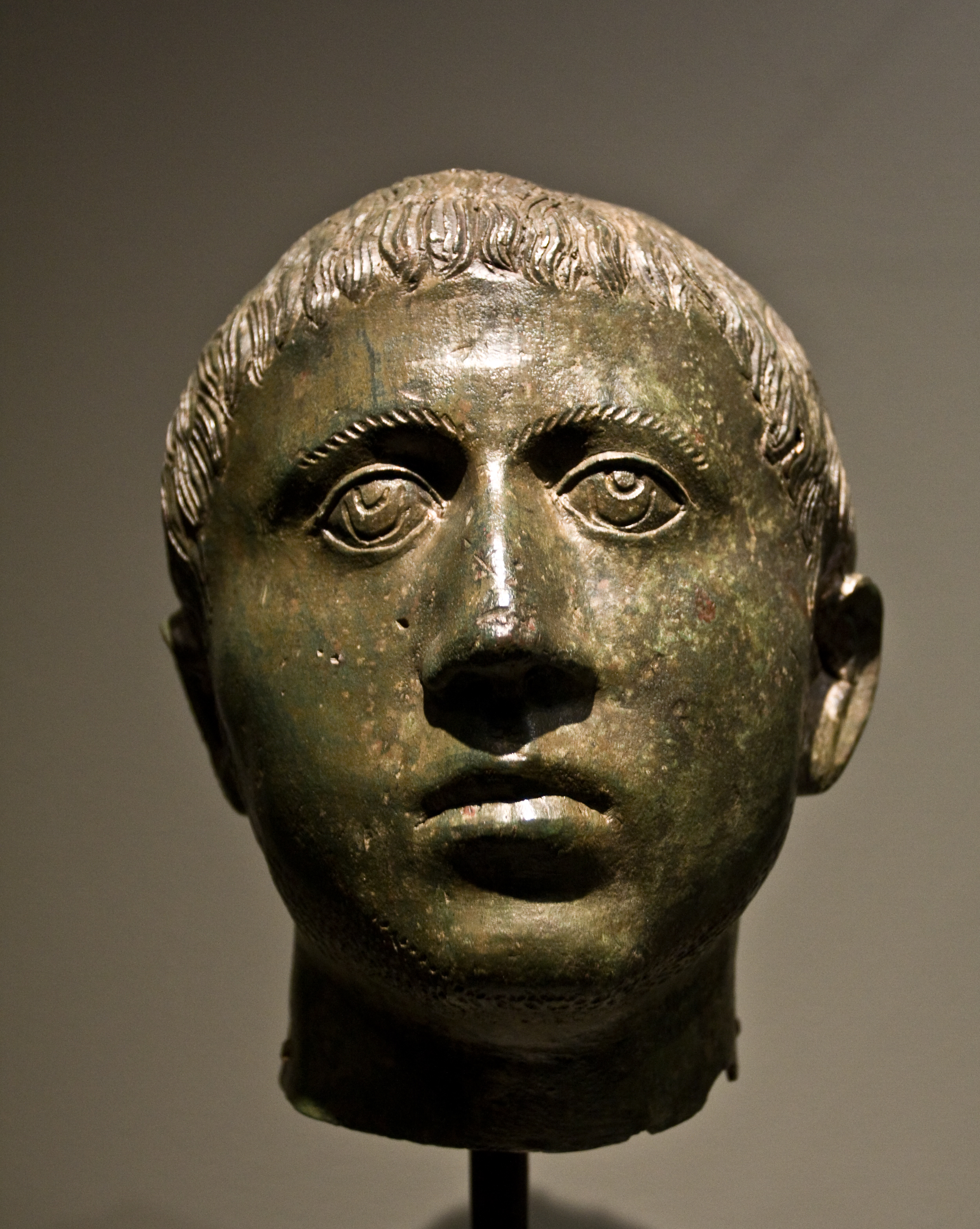

## نمایشگاه‌های دوره‌ای
«موزه باستان‌شناسی آمستردام» به جز اشیای ثابت در آن، میزبان نمایشگاه‌های دوره‌ای نیز هست مانند نمایشگاه «فرهنگ باستانی ایتالیا».